# Imbecilla lubiae
Imbecilla lubiae är en insektsart som först beskrevs av William Edward China 1931.  Imbecilla lubiae ingår i släktet Imbecilla och familjen dvärgstritar. Inga underarter finns listade i Catalogue of Life.